# Akendewa
Akendewa est une organisation non gouvernementale de Côte d'Ivoire.

## Histoire
Créée en août 2009 par onze membres fondateurs dont la webactiviste Edith Yah Brou, l'association compte plusieurs centaines de membres aujourd'hui. Depuis sa naissance Akendewa œuvre activement pour le développement des Technologies de l’Information et de la Communication en Afrique de manière générale et sur le territoire ivoirien en particulier. L’ONG s'est également fait connaître pour ses actions sociales durant la crise socio-politique qui a eu lieu en Côte d’Ivoire en 2010.

## Signification
Chez les Akan, un groupe ethnique de la Côte d'Ivoire, l'on fait référence à la toile d'araignée par Akendewa. Akendewa est une araignée à l'apparence humaine. Cette appellation a été utilisée à dessein vu que c'est principalement dans l'environnement du web qu'Akendewa évolue.